# Rastlös monark
Rastlös monark (Myiagra inquieta) är en fågel i familjen monarker inom ordningen tättingar.

## Utseende och läte
Rastlös monark är en kraftig tätting med rätt lång stjärt och en ordentlig näbb. Ovansidan är glansigt svart, undersidan lysande vit. Honan uppsvisar en beigefärgad fläck på övre delen av bröstet. Arten liknar melaleucamonark, men dessa delar inte utbredningsområde. Bland de ljudliga lätena hörs ett klart visslande "tui-tui-tui" och ett strävt ljud påminnande om en sax. 

## Utbredning och systematik
Fågeln förekommer från norra Queensland till Victoria och södra South Australia, och även i sydvästra Western Australia. Populationer i norra Australien och på Nya Guinea, kategoriserades tidigare som en underart, men behandlas numera som arten melaleucamonark (Myiagra nana), och tillsammans bildar de en superart.

## Levnadssätt
Rastlös monark bebor öppet skogslandskap och våtmarker. Den födosöker vanligen nära marken.

## Status och hot
Arten har ett stort utbredningsområde, men tros minska i antal, dock inte tillräckligt kraftigt för att den ska betraktas som hotad. Internationella naturvårdsunionen IUCN listar arten som livskraftig (LC).

## Bilder

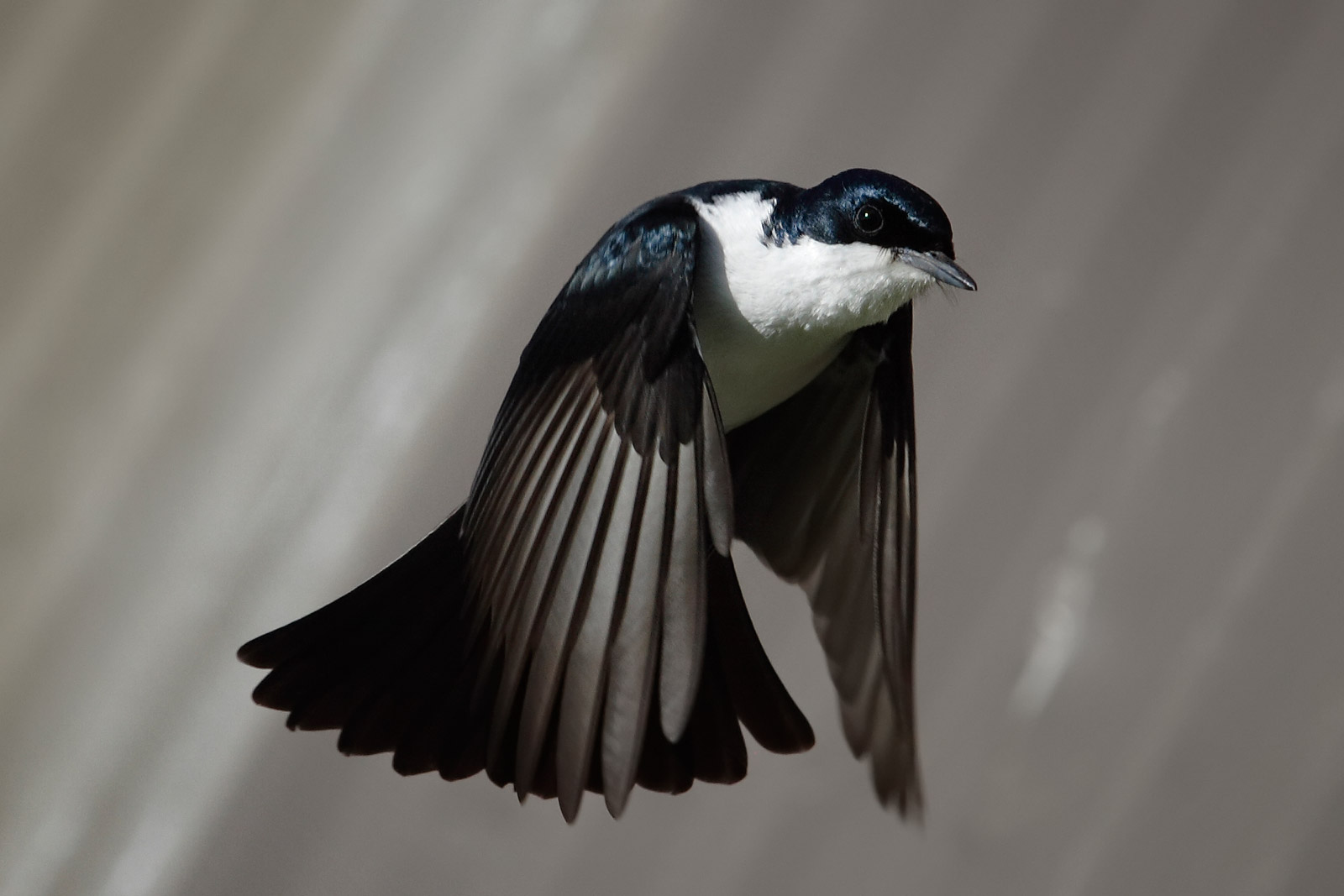
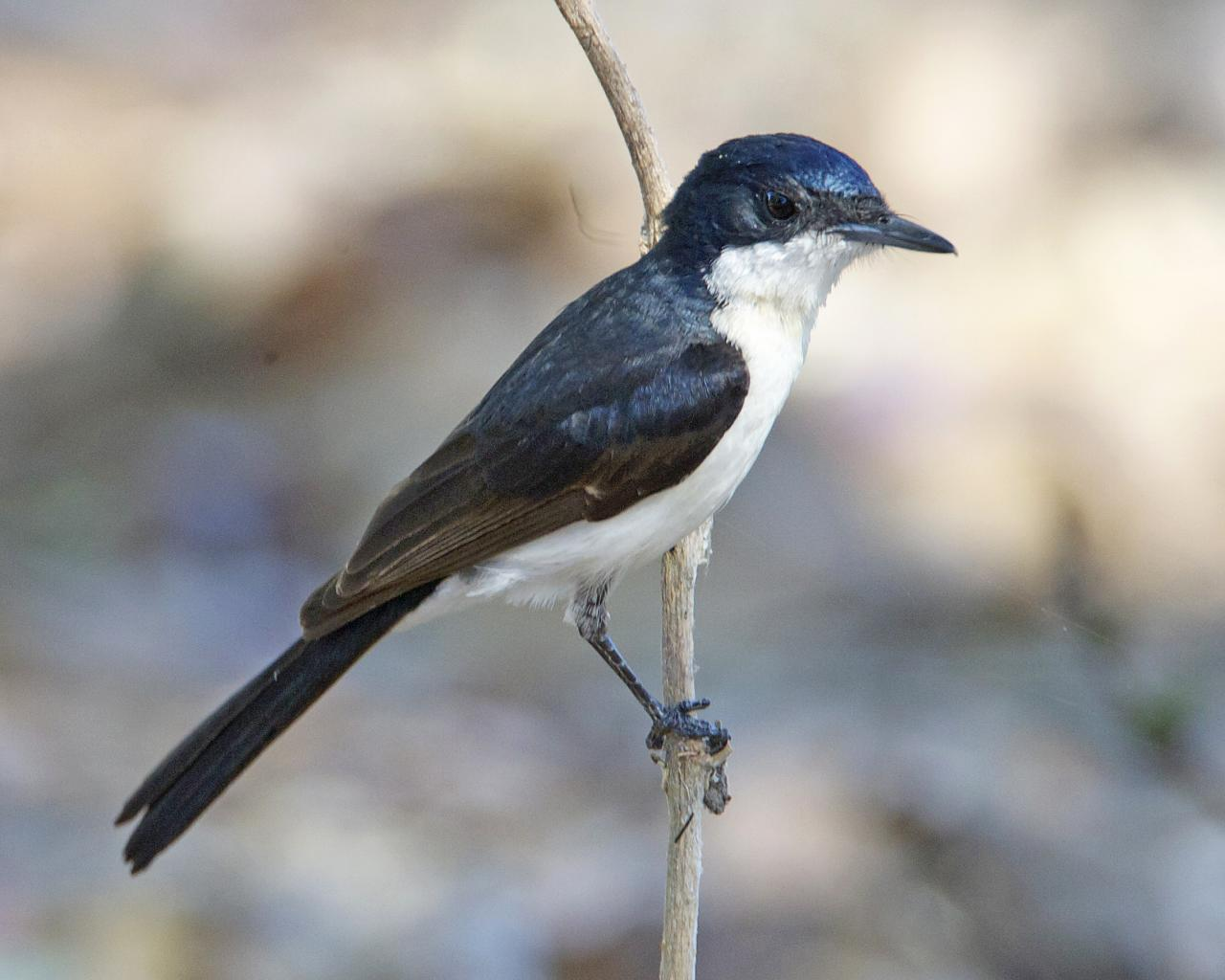
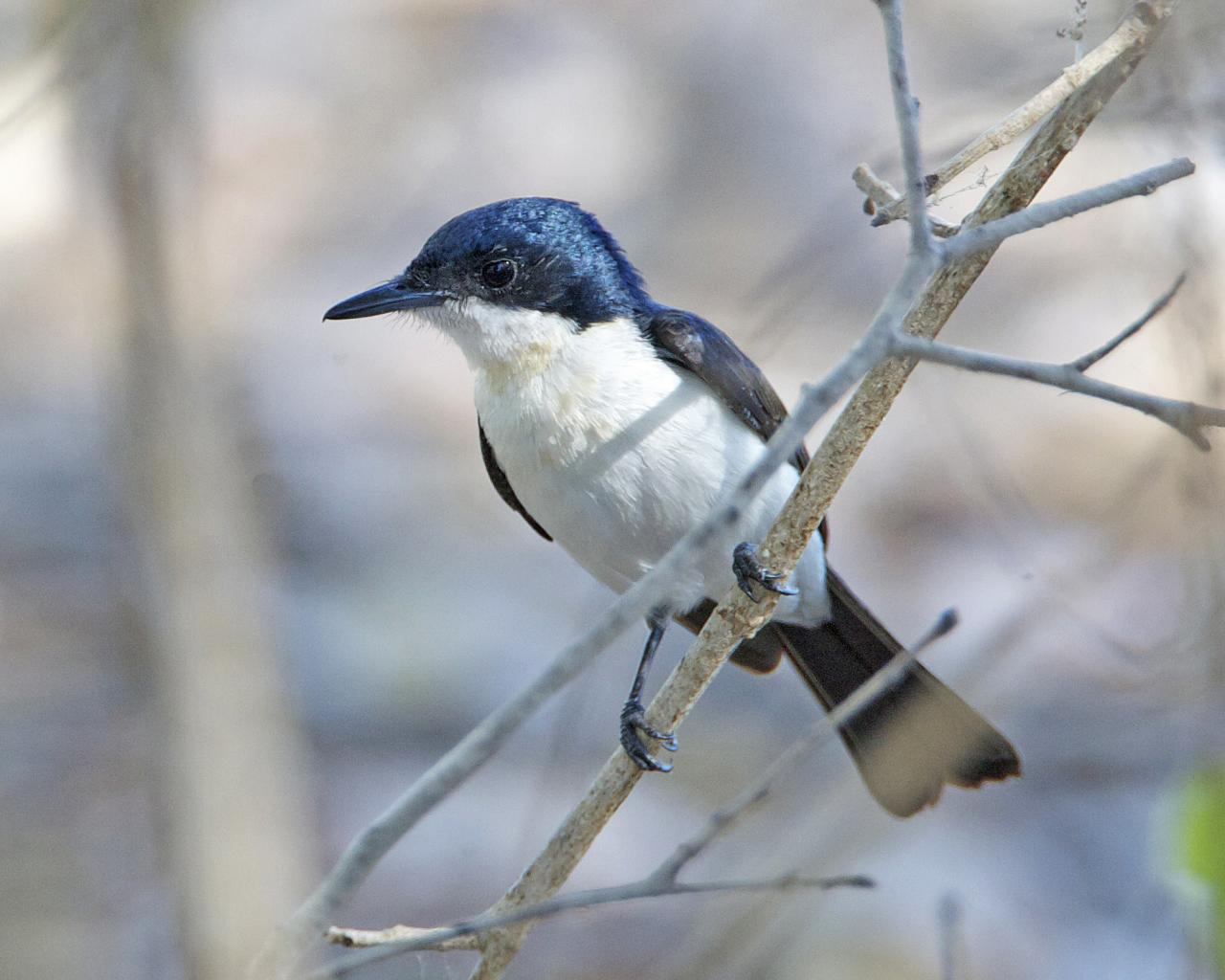
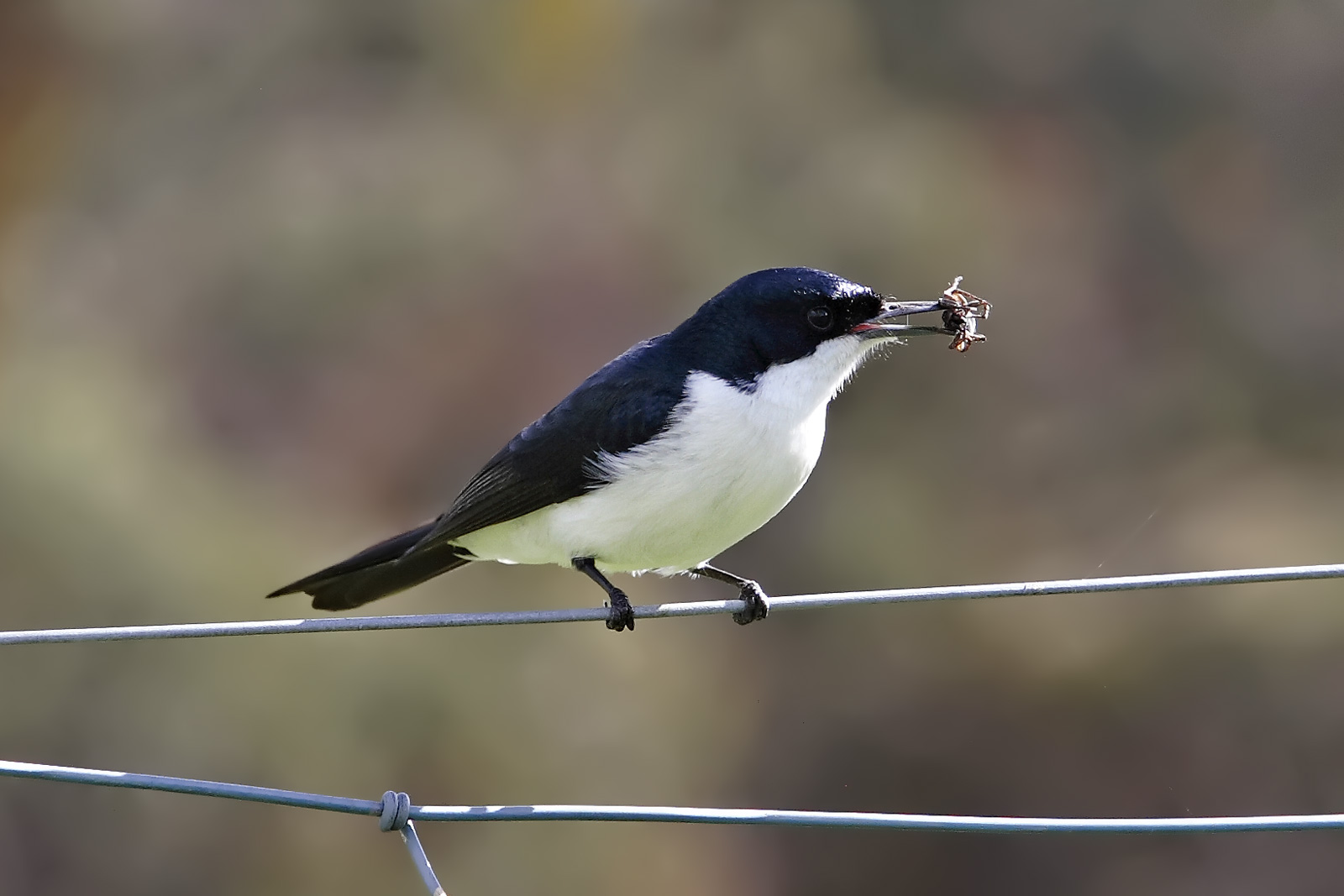
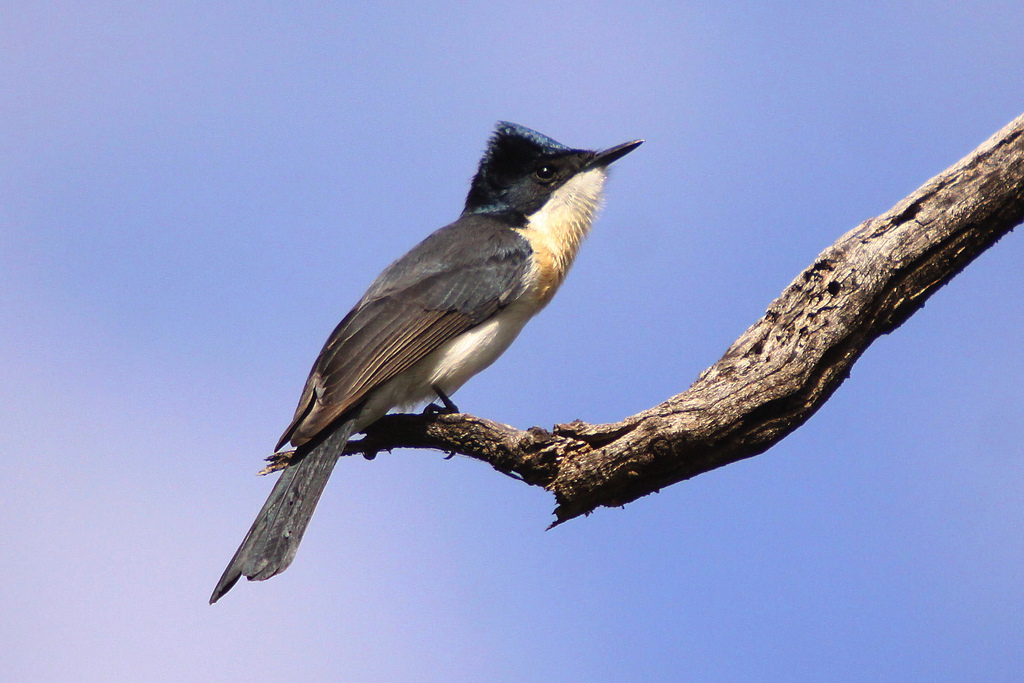